# La Lomita, Oaxaca
La Lomita är en ort i Mexiko.   Den ligger i kommunen Cuilápam de Guerrero och delstaten Oaxaca, i den sydöstra delen av landet, 400 km sydost om huvudstaden Mexico City. La Lomita ligger 1 591 meter över havet och antalet invånare är 309.
Terrängen runt La Lomita är kuperad norrut, men söderut är den platt. Terrängen runt La Lomita sluttar österut. Runt La Lomita är det tätbefolkat, med 570 invånare per kvadratkilometer. Närmaste större samhälle är Oaxaca de Juárez, 9,1 km nordost om La Lomita. I omgivningarna runt La Lomita växer huvudsakligen savannskog.